# テコンドー魂〜Rebirth〜
『テコンドー魂〜Rebirth〜』は、香月秀之監督による日本映画。テコンドー道場の後継ぎをめぐる親子、兄弟の葛藤を描く本格テコンドー・アクション。
ミニシアター興行成績ランキング＜邦画＞ 1位獲得。
主演は、井上正大、馬場良馬、浜尾京介で、浜尾京介の芸能界引退前最後の作品。
劇場公開日は、2014年2月15日。

## ストーリー
元テコンドー全日本チャンピオンの父・辰夫の道場の後継ぎである利通は、大学の後輩の石場たちと「全日本選手権」に向けた合宿に向かう途中で落石事故に巻き込まれてしまう。
目を覚ました利通たちは、鉄パイプや日本刀を持った謎の男たちに次々に襲われる。その森は、あの世とこの世の狭間の世界で、襲ってきた男たちは、この世に恨みを持ち、成仏できずに彷徨っていた死者たちであった。
一方、利通の兄である新平は本来であれば道場を継ぐはずだったのだが、テコンドーをやめて家を出て行ってしまい、やくざまがいの仕事をしていた。

## キャスト
- 一色利通 - 井上正大
- 一色新平 - 馬場良馬
- 石場退助 - 浜尾京介
- 相田隆盛 - 橋本真一
- 中根博文 - 平田裕一郎
- 後藤晋作 - 辻伊吹
- 一色絵里 - 小池里奈
- 一色辰夫 - 長嶋一茂
- 小林星蘭
- 高田宏太郎
- 杉原勇武
- 白川裕二郎
- 石橋蓮司

## スタッフ
- 監督・脚本 - 香月秀之
- 製作 - 間宮登良松、菅野征太郎
- エグゼクティブプロデューサー - 加藤和夫
- プロデューサー - 櫻井一葉
- 撮影 - 小林元
- 照明 - 加藤賢也
- 録音 - 永口靖
- 編集 - 人見健太郎
- 音響効果 - 渋谷圭介
- 音楽 - MOKU
- アクション監督 - 田淵景也
- 配給 - 東映ビデオ
- 製作 - 「テコンドー魂」製作委員会
- 制作会社 - フレッシュハーツ

## 主題歌
MYNAME「take me to the moon」

## Blu-ray / DVD
2014年6月13日発売。発売・販売元はTOEI COMPANY,LTD.(TOE)(D)